# استورلا اوژیرسون
استورلا اوژیرسون (انگلیسی: Sturla Ásgeirsson؛ زادهٔ ۲۰ ژوئیهٔ ۱۹۸۰) بازیکن هندبال اهل ایسلند است.